# Catherine Barbaroux
Catherine Barbaroux (* 1. April 1949 in Paris) ist eine französische Politikerin. Sie wurde von Emmanuel Macron am 8. Mai 2017 zur Interimspräsidentin der politischen Bewegung En Marche ernannt. En Marche wurde am selben Tag in La République en marche umbenannt.
Zwischen 1981 und 1986 arbeitete Catherine Barbaroux im Kabinett des Umwelt- und Wirtschaftsministeriums. Sie war anschließend als Personalchefin bei Prisunic und der Pinault-Printemps-Redoute-Gruppe tätig. 1995 wurde sie von Martine Aubry zur Beauftragten für Arbeit und berufliche Weiterbildung im Arbeitsministerium ernannt und behielt diese Funktion unter mehreren Ministern bis 2005. Von 2011 bis 2016 war sie Vorsitzende der Association pour le droit à l'initiative économique, einem Verein, der sich um die Vergabe von Mikrokrediten kümmert.